# 清見村立夏厩小学校彦谷分校
清見村立夏厩小学校彦谷分校（きよみそんりつ なつまやしょうがっこう　ひこだにぶんこう）は、かつて岐阜県大野郡清見村（現・高山市清見町）に存在した公立小学校。

## 概要
- 夏厩小学校の分校であり、清見村大字夏厩字彦谷（現・高山市清見町夏厩の北東部）に存在した。彦谷地区は小鳥川（神通川支流）の支流の彦谷の上流部にある集落であった。
- 地区の住民のために設置されたのでは無く、太平洋戦争時に木炭増産のため営林署直轄の製炭部落が彦谷に設置され、この製炭部落の児童のために設置された。

## 沿革
- 1943年（昭和18年） - 冬季分教場として、夏厩国民学校彦谷冬季分教場が開校。
- 1947年（昭和22年）4月1日 - 常設の分校となり、清見村立夏厩小学校彦谷分校に改称する。
- 1950年（昭和25年）3月31日 - 彦谷の製炭部落の解散に伴い廃校となる。校舎は上小鳥分校に移築される。